# Neilson and Company

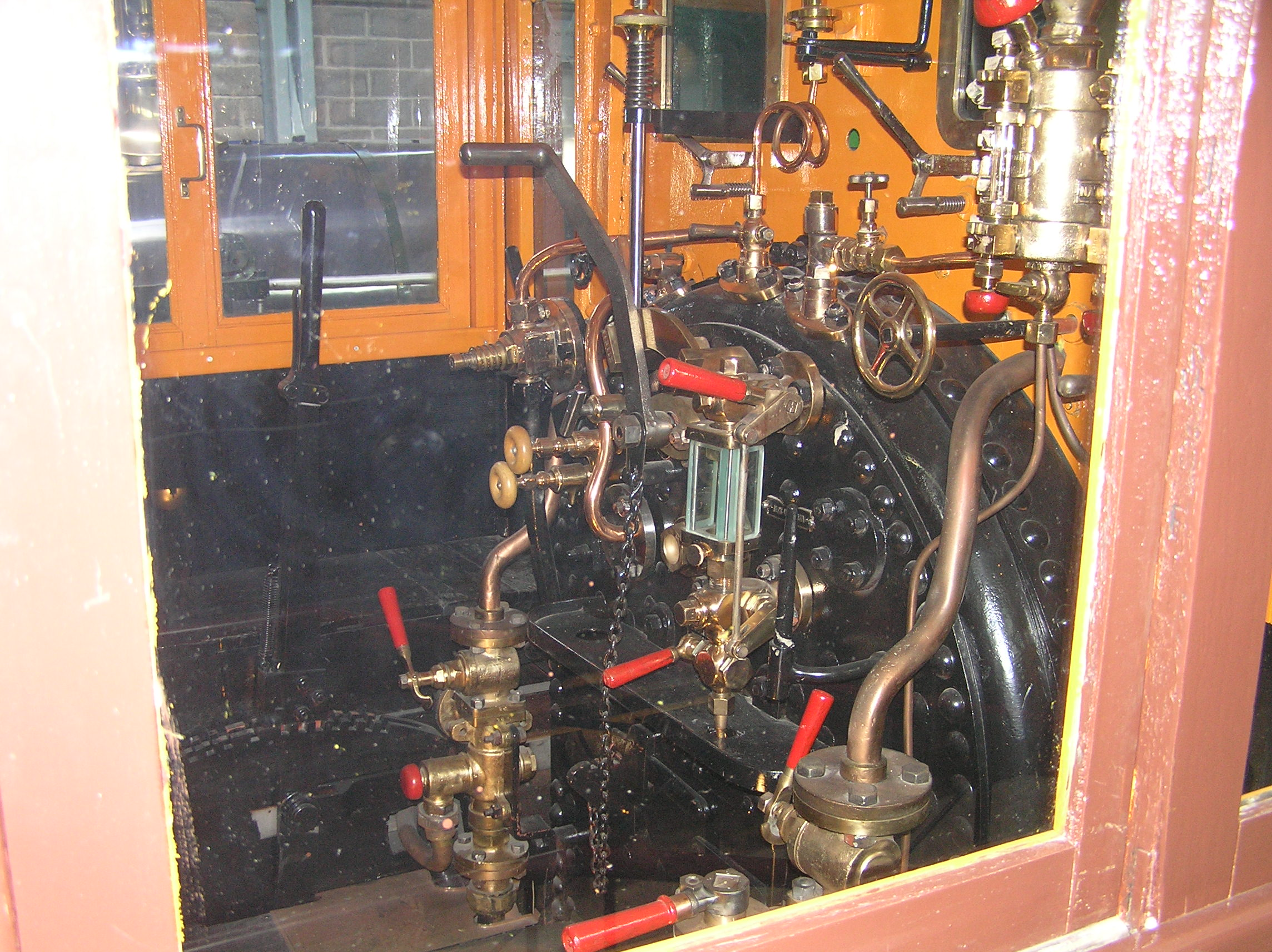
Förarhytt på lokomotiv på Finlands järnvägsmuseum

Neilson and Company var en lokomotivtillverkare i Glasgow i Storbritannien.
Neilson and Company grundades 1836 vid McAlpine Street i Glasgow av Walter Neilson och James Mitchell för att tillverka stationära och marinmotorer. Det flyttade 1837 till Hyde Park Street och blev känt som Kerr, Mitchell and Neilson och, från 1840, som Kerr, Neilson and Company. År 1843 blev det Neilson and Mitchell. 
Företaget började tillverka lokomotiv 1843 för lokala järnvägsbolag. År 1855 avslutades motorproduktionen och bolaget bytte åter namn, nu till Neilson and Company.